# Dankaur
Dankaur è una suddivisione dell'India, classificata come nagar panchayat, di 11.982 abitanti, situata nel distretto di Gautam Buddha Nagar, nello stato federato dell'Uttar Pradesh. In base al numero di abitanti la città rientra nella classe IV (da 10.000 a 19.999 persone).

## Geografia fisica
La città è situata a 28° 21' 0 N e 77° 32' 60 E e ha un'altitudine di 193 m s.l.m..

## Società

### Evoluzione demografica
Al censimento del 2001 la popolazione di Dankaur assommava a 11.982 persone, delle quali 6.440 maschi e 5.542 femmine. I bambini di età inferiore o uguale ai sei anni assommavano a 1.884, dei quali 1.014 maschi e 870 femmine. Infine, coloro che erano in grado di saper almeno leggere e scrivere erano 6.868, dei quali 4.287 maschi e 2.581 femmine.